# Хадж
Хадж (на арабски: حج) се нарича поклонението в град Мека. То е най-голямото годишно поклонение в света.
Това поклонение е сред 5-те стълба на исляма и всеки мюсюлманин е длъжен да го извърши поне веднъж в живота си, ако му се удаде възможност. Изразява солидарността на мюсюлманите и отдаването им на Аллах.
Поклонението се извършва между 10 и 15 ден на месец Зу ал-Хиджа (Зул-Хиджа) от ислямския календар. Тъй като ислямският календар е лунен, той е 11 дни по-къс от григорианския календар, и съответно всяка година хаджът започва 11 дни по-рано от григорианския календар, който се използва в западните държави.
Хаджът има връзка с живота на Мохамед, но мюсюлманите смятат, че поклонничеството датира от времето на Ибрахим и Исмаил, видни личности както в исляма, така и в юдаизма. Поклонниците се включват в процесии, състоящи се от стотици хиляди души, които се събират в Мека през седмицата на хаджа и изпълняват поредица от ритуали. В поклонението влиза седемкратна обиколка на храма Кааба в обратна на часовниковата стрелка посока, тичане от и до хълмовете Ал-Сафа и Ал-Маруа, пиене от извора Замзам, отиване на платото на планината Арафат и изпълняване на ритуала за хвърляне на камъни по дявола. След това поклонниците бръснат главите си, колят курбан и празнуват Курбан Байрам.
През 2007 година в поклонението хадж са взели участие около два милиона души. Техниките за контролиране на тълпата са станали критични, а самият ритуал е стилизиран. Не е нужно всеки поклонник да целува поотделно Черния камък, вграден в Кааба, а е достатъчно при всяка обиколка на храма да се посочва към него. В миналото камъните са хвърляни по високи стълбове, но след 2004 година, поради съображения за сигурност, те са заменени с ниски и дълги стени, които в основите си имат способи за улавяне на камъните. Клането на курбан може да бъде извършено както собственоръчно, така и от специално назначен човек.
Въпреки мерките за безопасност по време на хадж могат да се случат инциденти като стъпкване на хора или срутване на рампи. По време на хадж през 2015 г. саудитските власти регистрират 769 смъртни случая и 934 пострадали. Според репортаж на „Асошиейтед прес“, който се позовава на официални данни от други страни, общият брой на смъртните случаи през тази година е най-малко 2411.
Поклонниците могат да отидат в Мека и да изпълнят ритуалите и в други времена на годината. Това поклонение е известно като „малкия хадж“ или умра. Но дори един мюсюлманин да изпълни умра, той остава задължен поне веднъж да изпълни и хадж при възможност.